# マックス・コーナー
マックス・コーナー（Max Koner、1854年7月17日 - 1900年7月7日）はドイツの肖像画家である。

## 略歴
ドイツ・ベルリンで生まれた。1873年から1878年の間、ベルリンの美術アカデミーで、デーゲ(Eduard Daege)、ホルバイン(Eduard Holbein)、ヴェルナー(Anton von Werner)、ミカエル(Max Michael)らに学んだ。1875年にイタリア、1878年にパリで修行した。
初め風景画家として出発したが、人物画、肖像画家として成功した。1894年の大ベルリン美術展(Große Berliner Kunstausstellung)で金賞を受賞した。1888年から30点の皇帝、ヴィルヘルム2世の肖像画を描き、学者などの100点ほどの肖像画を描いた。1893年にベルリンの美術アカデミーの教授となった。
1886年に弟子となった画家のゾフィー(Sophie Schaffer)と結婚した。ソフィーの他にコーナーが教えた学生には、ヘルマン・シュトルック(Hermann Struck)やクララ・ジーベルト(Clara Siewert) らがいる。

## 作品

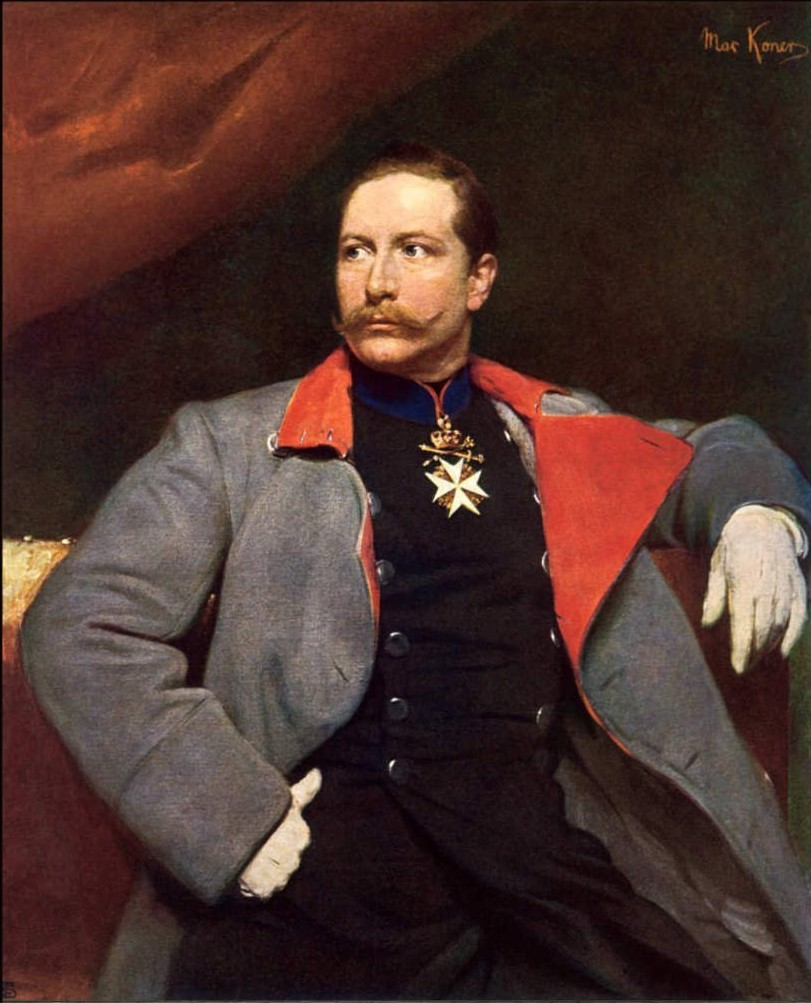
ヴィルヘルム2世 (1892)
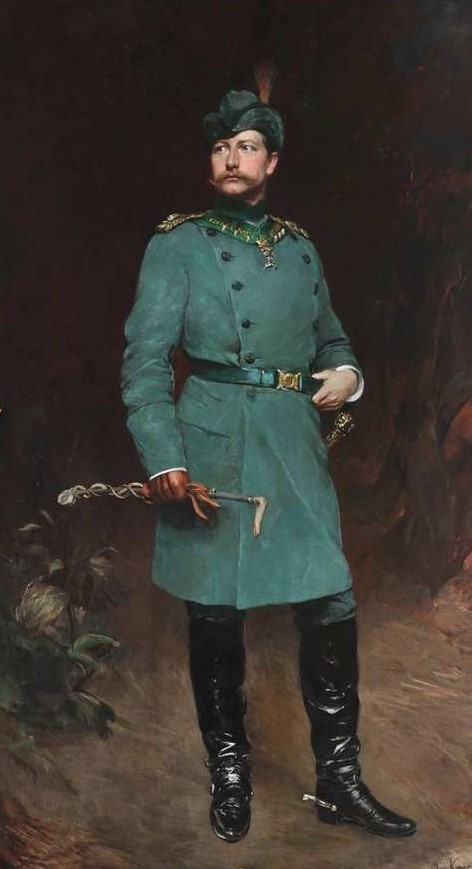
ヴィルヘルム2世 (1892)
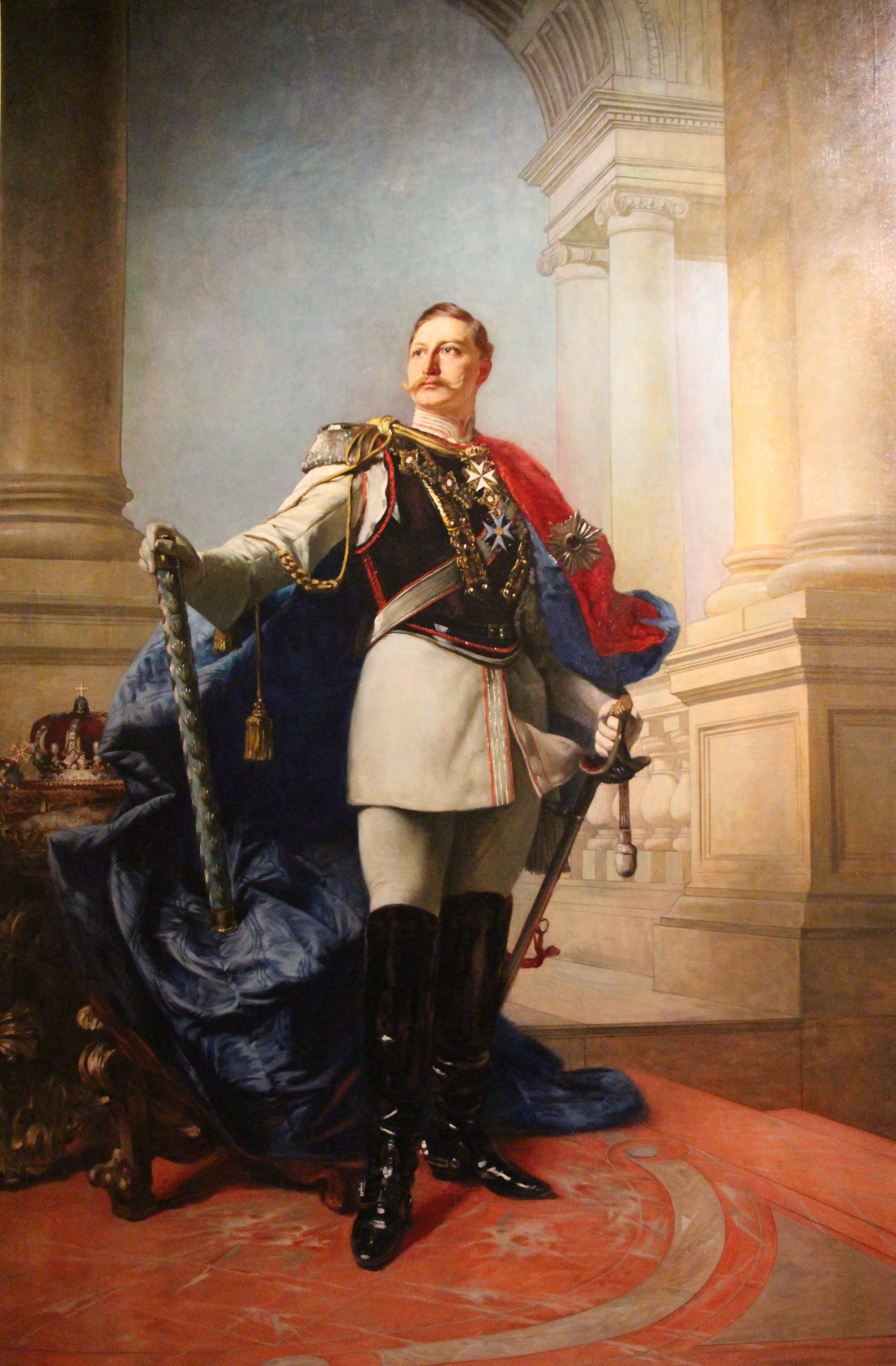
ヴィルヘルム2世 (1890)
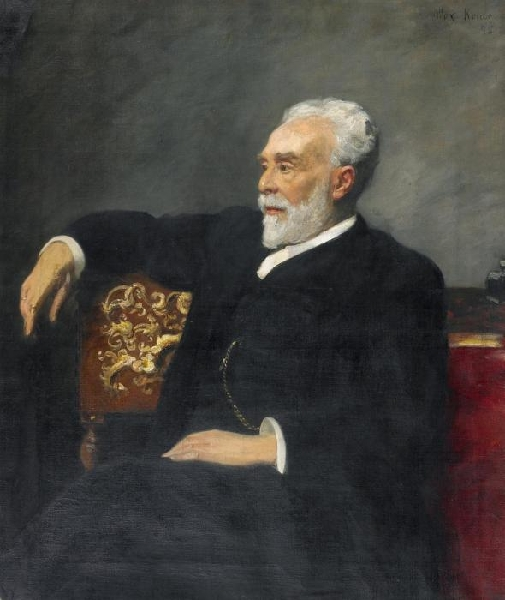
エミール・デュ・ボア＝レーモン-医学者(1898)
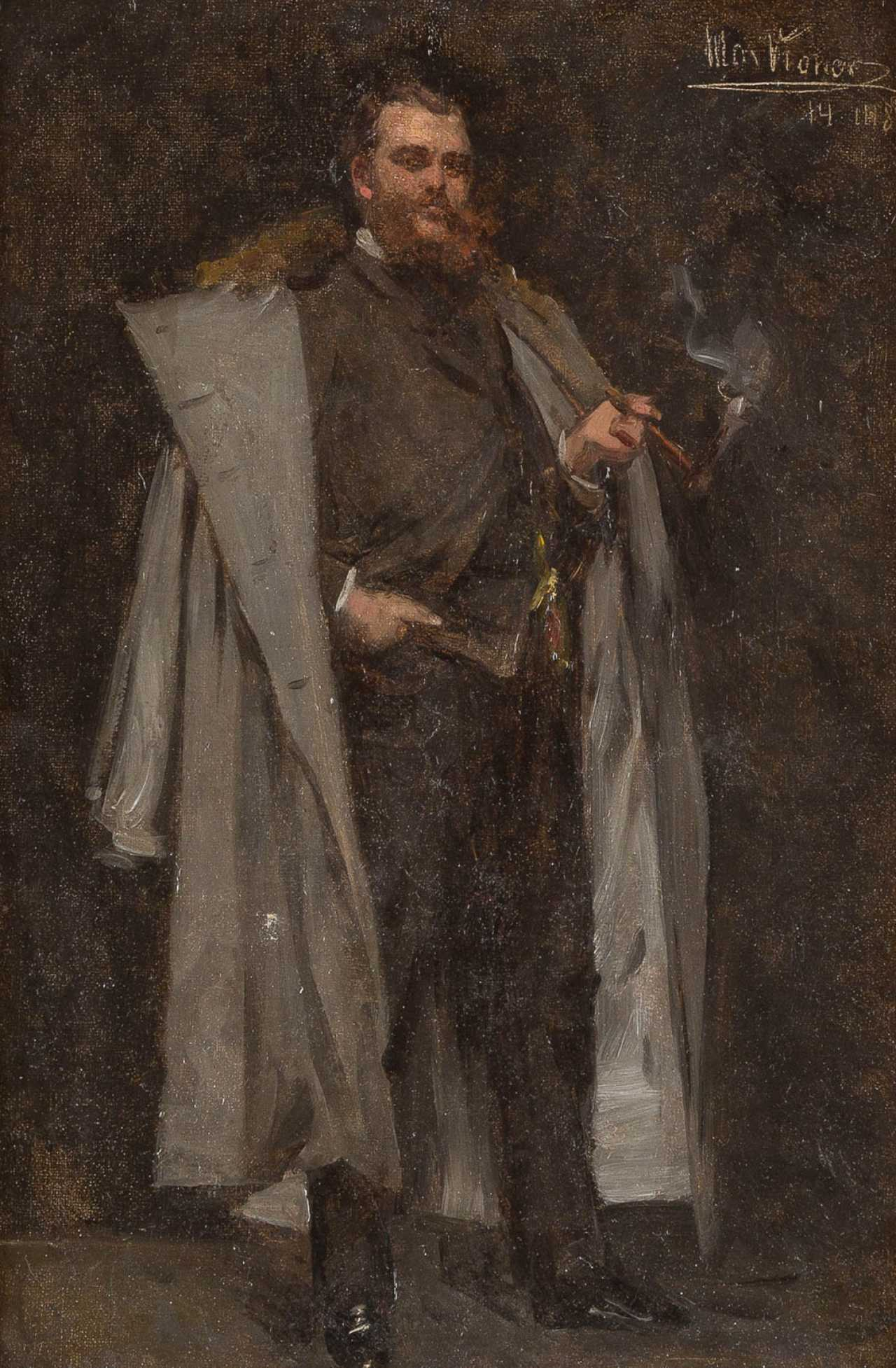
フロックコートの男性像（ペーデル・バルケ?）(1882)
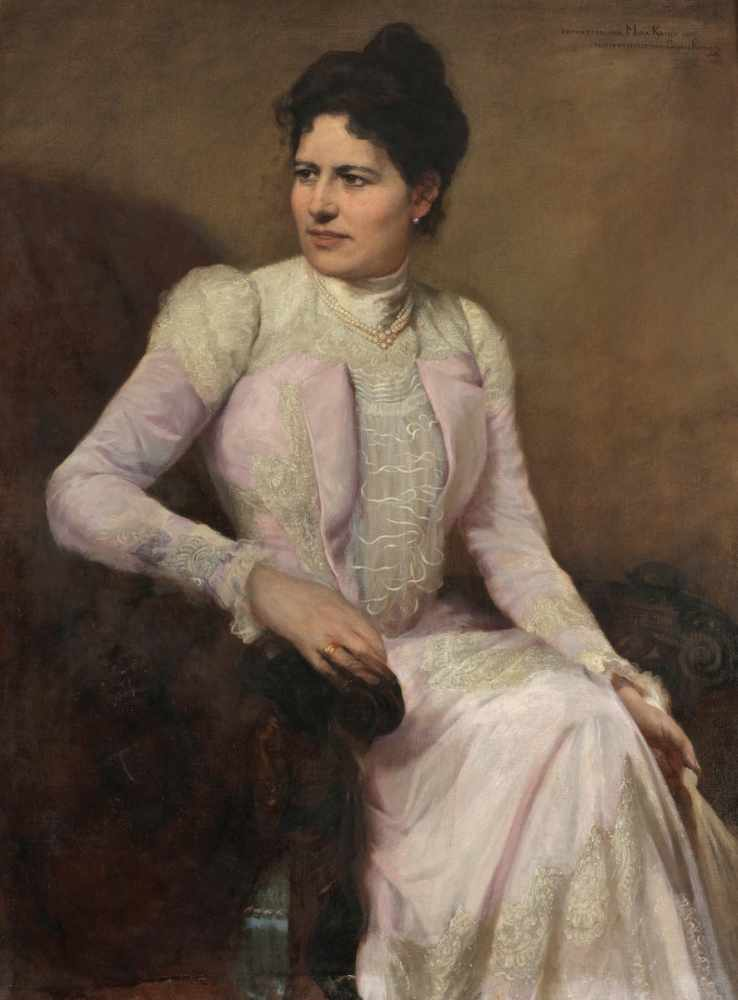
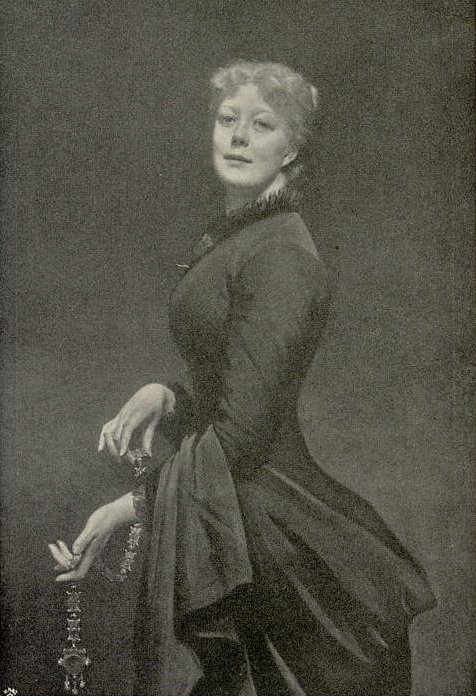
ゾフィー・コーナー（画家の妻）(1884)
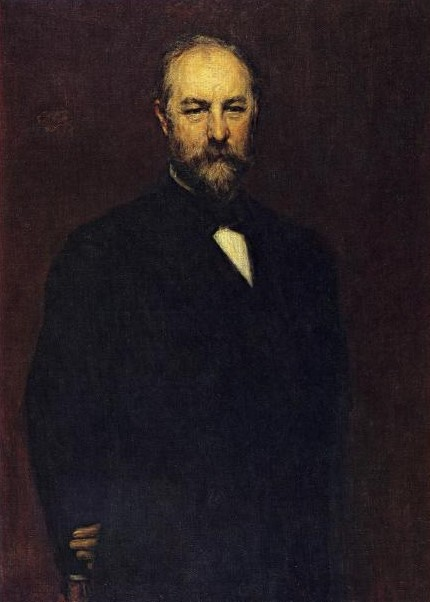
Heinrich Lanz-起業家